# Let Me Go, Rock 'n' Roll
Let Me Go, Rock 'n' Roll è un brano del gruppo hard rock statunitense Kiss, pubblicato per la prima volta nell'ottobre del 1974 all'interno del loro secondo album Hotter than Hell.

## Tracce
- Lato A: Let Me Go, Rock 'n' Roll
- Lato B: Hotter than Hell

## Formazione
- Gene Simmons: basso, voce
- Paul Stanley: chitarra ritmica, coro
- Peter Criss: batteria
- Ace Frehley: chitarra solista